# Topolino attento al cane
Topolino attento al cane (The Mad Dog) è il titolo di un cortometraggio di Topolino del 1932.
Il corto è uscito il 5 marzo 1932.

## Trama
Topolino sta facendo il bagno al suo cane Pluto che però non ne vuole sapere di lavarsi visto che si stanca così scappa dalla vasca e ingoia per sbaglio una saponetta.
Si crea un gran disordine nella stanza per via di tutte le bolle che produce Pluto dalla bocca che ne approfitta per scappare dalla finestra. Sempre inseguito da Topolino, il cane crea un grande subbuglio per le strade facendo fuggire tutti i passanti credendo che lui abbia la rabbia.
Poco dopo gli abitanti si armano ed inseguono Pluto che rimane rinchiuso in una specie di arena dove un accalappiacani tenta di ucciderlo.
Topolino accorre e supplica il colosso che però lo respinge, quando però un gatto s'infila nelle sue braghe e lo fa fuggire, permettendo così al topo di riprendersi il cane.
L'accalappiacani li insegue, ma finisce con l'inciampare e finire sopra la sua vettura. Finalmente Topolino è libero di continuare a fare il bagno al suo caro cane, che ora non è più stanco ma affezionato al suo passatempo preferito.